# Битва при Бэннокбёрне
Битва при Бэннокбёрне (англ. Battle of Bannockburn) — одно из важнейших сражений средневековых англо-шотландских войн, состоявшееся 23—24 июня 1314 года близ реки Бэннокбёрн. Разгром английской армии под Бэннокбёрном обеспечил восстановление независимости Шотландского королевства.

## Военные действия перед сражением
Историческая победа Роберта I Брюса над войском Эмера де Валенса, лорда Пембрука, в битве при Лаудон-Хилле 10 мая 1307 года и успешные действия сторонников мятежного короля Шотландии по освобождению северной и западной частей страны от английской оккупации в 1307—1312 годах позволили перейти к осаде крупных городов нижней Шотландии. В 1313 году командующие шотландскими отрядами Джеймс Дуглас и Томас Рэндольф выбили английские гарнизоны из Роксборо и Эдинбурга. Весной 1314 года армия короля Роберта I осадила замок Стерлинг — важнейший стратегический пункт в западной Шотландии. Английский губернатор Стерлинга Филипп Мобрей согласился сдать замок шотландцам, если осада не будет снята до 24 июня 1314 года. Король Англии Эдуард II немедленно начал подготовку нового вторжения в Шотландию. Однако в условиях конфликта с английскими магнатами ему не удалось привлечь к походу значительные военные соединения лордов-ордайнеров. Тем не менее 25-тысячная английская армия под командованием короля Эдуарда II вступила в Шотландию и беспрепятственно двинулась к Стерлингу.

## Позиции сторон. Состав войск
23 июня английские войска достигли реки Бэннокбёрн в нескольких километрах к югу от Стерлинга. Шотландская армия под предводительством короля Роберта I расположилась на лесистых холмах, окружающих дорогу. По численности войска шотландцев (по различным оценкам — от 5 до 10 тысяч человек) резко уступали английской армии, но были выгодно расположены и возглавлялись опытными полководцами: королём Робертом I, Эдуардом Брюсом, Джеймсом Дугласом и Томасом Рэндольфом (ряд современных историков, начиная с XIX века, оспаривают численное превосходство англичан, особенно наличие у них многочисленной пехоты, так как это не подтверждается ходом битвы).
Войско шотландского короля, так же как и армия его предшественника Уильяма Уоллеса, состояло главным образом из пехотинцев, вооружённых копьями, и была разделена на три крупных отряда. Авангардом командовал Томас Рэндольф. Сам король располагал отрядом из 500 всадников. Армия была собрана со всей Шотландии: в её составе находились и рыцари, и горожане, и торговцы — все, способные приобрести оружие и доспехи. В шотландской армии находились отряды лучников (около 500 человек) и тяжёлых кавалеристов (многие из них вынуждены были спешиться во время битвы).

## Ход битвы

### Поединок
Сражение началось неожиданным столкновением короля Роберта Брюса с английским рыцарем Генри де Богуном. По какой-то причине англичане решили послать вперёд отряд из 300 человек под командованием Роберта Клиффорда и Генри де Бомона. Спустившись по крутому склону холма, они перебрались через ручей и увидели несколько шотландцев, которые, как они подумали, отступали в лес, хотя на самом деле они выстраивались в боевой порядок. Желая помешать им достигнуть леса, большинство английских всадников бросились за ними. Генри де Богун, двигавшийся сзади и оказавшийся более вдумчивым и наблюдательным, чем его воинственные соратники, заметил, что шотландцы двигаются отнюдь не к лесу. В итоге он остановился и дал знак своим людям также задержаться, чтобы дождаться подкрепления. Затем Богун заметил шотландца, который выехал примерно в 30 метрах перед остальными солдатами. Тот был на сером крепком коне, в кольчуге и с лёгким ручным топором, притороченным к седлу; на голове у него был конический стальной шлем, а поверх него — корона. Поняв, что это сам король Шотландии, Генри не смог устоять перед искушением, поняв, что у него есть шанс закончить войну, а также обрести личную славу. Сам Богун был в доспехах и полностью вооружён и защищён. Находясь примерно в 200 метрах от короля, он опустил забрало и помчался на врага, держа перед собой копьё. Хотя в неравной схватке у Брюса были все причины отступить и спрятаться за копейщиков, он увидел на камзоле противника герб Богунов, которым Эдуард I передал отобранные у него поместья в Аннандейле и Каррике. В итоге Роберт хладнокровно остался на месте, позволив рыцарю приблизиться, но за мгновение до того, как тот мог пронзить его копьём, Брюс ушёл с линии удара. Но при этом он остался настолько близко, что смог, приподнявшись на стременах, обрушить удар топора на шлем Богуна. Удар оказался настолько сильным, что топор «разрубил череп и мозг», а затем его древко сломалось.
Воодушевлённые победой своего предводителя, шотландцы выдвинулись навстречу остальному авангарду англичан, который не смог построиться в боевой порядок. Началось сражение. Оруженосец Генри, который бросился вперёд, чтобы поддержать своего господина, был убит, а командир авангарда, граф Глостер, выбит из седла. В итоге англичане отступили, а Роберт Брюс не стал их преследовать, опасаясь, что его воины растянутся и станут уязвимыми для всадников. Позже командиры шотландской армии упрекали Брюса в том, что он совершил опрометчивый поступок, он не пытался оправдаться, но иронично заметил, что ему очень жаль, ибо он сломал свой хороший топор.

### Первый день сражения
В течение первого дня сражение продолжалось с явным перевесом шотландцев. Холмистая местность и ошибки командования не позволили англичанам активно использовать кавалерию и лучников. Рыцари английского авангарда вынуждены были отступать под напором шотландских войск. Тем временем другой английский кавалерийский отряд под командованием Роберта де Клиффорда и Генри де Бомона, обойдя позиции шотландцев, направился к Стерлингу. Разгадав манёвр англичан, Роберт I Брюс послал шилтрон Томаса Рэндольфа наперерез наступающему отряду. Английские рыцари, лишённые поддержки лучников, были неспособны противостоять шотландским копьеносцам, объединённым в прочные и мобильные построения-шилтроны. Английский отряд был опрокинут и разбит.

### Второй день сражения
Тем временем английские войска продолжали наступление на Стерлинг. Шотландский король умелыми манёврами перерезал все прямые пути на город, однако Эдуард II избрал наиболее неудачный и опасный маршрут, пролегавший через местечко Бэннокбёрн. Вечером английский король отдал приказ о передислокации войск на равнину между реками Бэннокбёрн и Форт. В результате англичане оказались на крайне ограниченном, заболоченном участке. Вскоре после наступления рассвета утром следующего дня шотландские копьеносцы, объединённые в три баталии, начали наступление на английские позиции. Эдуард был немало удивлён появлением из леса шотландской армии. Тем временем воины Роберта I Брюса, приблизившись к английским позициям, опустились на колени для молитвы. Удивлённый английский король, по преданию, сказал, что они просят о милосердии, однако один из его приближённых намекнул, что шотландцы просят милости у Бога, но никак не у английского короля.
Авангард английских войск, возглавляемый нетерпеливым графом Глостером, обрушился на шотландские войска. В лесу шотландских пик нашёл свою смерть сам Глостер и многие из его рыцарей. Огромный размер английской армии сыграл в начавшемся сражении роковую роль: англичанам требовалось слишком много времени, чтобы перестроить свои ряды и приготовить войска к битве. Тем временем по приказу Роберта I Брюса шотландская армия всей своей массой обрушилась на дезорганизованное английское войско. Попытки организовать сопротивление провалились, англичане оказались блокированы у реки и сбились в тесную неорганизованную толпу, в которой лучники не имели возможности проявить свои боевые качества. Многие рыцари обратились в бегство. Разгром довершил отряд короля Роберта I, усиленный гэльскими частями из западной Шотландии.
Король Эдуард II едва избежал пленения и бежал в Данбар со своим личным телохранителем, чем способствовал окончательному развалу всякого порядка и дисциплины в армии, отступление которой вскоре перешло в паническое бегство. Отчаянно пытаясь спастись, остатки английских войск бежали к англо-шотландской границе, располагавшейся в 145 километрах к югу от места побоища. Многие англичане были убиты преследовавшими их шотландцами или местными жителями. Единственным отрядом, сумевшим в организованном порядке и без лишних потерь добраться до безопасного места, был отряд валлийских копьеносцев. В битве погибло более 10 тысяч английских солдат. Потери шотландцев были гораздо меньше.

## Значение сражения при Бэннокбёрне
Несмотря на то, что поражение при Бэннокбёрне не заставило Англию признать независимость Шотландии и военные действия продолжались ещё более десяти лет (с перерывами), это сражение явилось решающим в борьбе за освобождение Шотландии.
После Бэннокбёрна Роберт I Брюс перешёл в контрнаступление и перенёс всю тяжесть военных операций на территории Англии и Ирландии. Шотландия была освобождена, началось восстановление страны. Победа при Бэннокбёрне стала символом шотландского единения и борьбы за независимость, оказав значительное влияние на формирование шотландской нации.
В то же время крах планов по установлению английского господства в Шотландии способствовал серьёзному внутриполитическому кризису в Англии, завершившемуся свержением Эдуарда II в 1327 году, а 1 марта 1328 года был заключён Нортгемптонский мир, в результате которого была признана независимость Шотландии.

## Отражение в массовой культуре
Описанием битвы заканчивается поэма Вальтера Скотта «Повелитель островов» (1815)
- Битве при Бэннокбёрне посвящены песни под названием Blood of Bannockburn из альбома The Last Stand шведской пауэр-метал группы Sabaton и из альбома Knights of the Cross немецкой хэви-метал/спид-метал группы Grave Digger.
- Битве при Бэннокбёрне и подготовке к ней сторонников шотландской независимости во главе с Робертом Брюсом посвящён исторический фильм британских режиссёров Боба Карратерса и Дэвида Макуинни «Брюс» (The Bruce, 1996).
- В историческом фильме Мела Гибсона «Храброе сердце» (1995) в финале поставлена сцена начала битвы при Бэннокбёрне.